# Paul Baer
Paul Frank Baer (ur. 29 stycznia 1894, zm. 9 grudnia 1930) – amerykański as myśliwski z czasów I wojny światowej.

## I wojna światowa
Paul Baer wstąpił do Escadrille Lafayette w lutym 1917. W sierpniu został przydzielony do SPA 80, w której pozostał do stycznia 1918, kiedy to został przeniesiony z powrotem do Escadrille Lafayette. W lutym amerykańscy piloci z tej eskadry zostali przeniesieni do United States Army Air Service, w której utworzyli 103rd Aero Squadron.
Swoje pierwsze zwycięstwo powietrzne Baer odniósł w marcu, a 23 kwietnia zestrzelił piątego przeciwnika i stał się tym samym pierwszym asem myśliwskim USAAS. 22 maja odniósł dziewiąte zwycięstwo, ale został zestrzelony przez pilota Jasta 18, prawdopodobnie Hansa Müllera. Został poważnie ranny, jego SPAD XIII rozbił się w pobliżu Armentières, a Baer dostał się do niemieckiej niewoli.

## Po I wojnie światowej
Pod koniec 1919 spędzał większość czasu w Nowym Jorku, gdzie był prominentnym członkiem American Flying Club i rekrutował lotników do eskadry latającej dla Polski i walczącej z bolszewikami.
Paul Baer zginął w katastrofie lotniczej w Chinach, podczas przewożenia osób i poczty dla Chinese Airway Federal.

## Odznaczenia
- Krzyż za Wybitną Służbę – dwukrotnie
- francuska Legia Honorowa V Klasy
- francuski Croix de Guerre (1914-1918)